# Ortsiefen
Ortsiefen ist Ortsteil der Gemeinde Much im Rhein-Sieg-Kreis. Der Ort wurde 1356 erstmals urkundlich genannt als Mortsiefen.

## Lage
Ortsiefen liegt im Haubachtal. Nachbarorte sind nördlich Niederdreisbach, südöstlich Alefeld und westlich Marienfeld. 

## Einwohner
1901 hatte das Dorf 38 Einwohner. Dies waren die Haushalte Ackerin Wwe. Joh. Eisenkrämer, Ackerer Wilhelm Lutz, Ackerin Wwe. Peter Röger, Schneider Gerhard Roland, Ackerer Joh. Tillmann und Ackerer Wilhelm Tillmann.
Im Dorf gibt es einen Angelpark.